# Muara Lintang Lama
Muara Lintang Lama is een bestuurslaag in het regentschap Empat Lawang van de provincie Zuid-Sumatra, Indonesië. Muara Lintang Lama telt 1456 inwoners (volkstelling 2010).